# クロノグラフ (SKY-HIの曲)
「クロノグラフ」は、SKY-HIの6枚目のシングルである。2016年5月11日発売。発売元はavex trax。

## 概要
前作「アイリスライト」から4ヵ月ぶりとなるシングル。
Music Video盤、LIVEメイキング盤、CDの3形態で発売された。

## 収録曲
全作詞：SKY-HI

### CD
CD
1. クロノグラフ [5:17]
  - 作曲：SKY-HI、編曲：mabanua

1月に発売された2枚目のアルバム『カタルシス』の制作を経て、「別れを愛する歌」をテーマに作られた[3]。サウンド面もカタルシス以前よりも洗練させるよう意識したと語っている[4]。2016年に開催された自身の全国ツアー、『SKY-HI TOUR 2016～Ms. Libertyを探せ～』で初披露された[5]。
PVは本人が出演しているものに加え、漫画家である高野苺がイラストを書き下ろしたストーリー仕立てのPVも制作された。ストーリーの原案はSKY-HI本人であり、PVの為に構成された新しいストーリーに合わせ、高野苺がイラストを描いた。CD+DVD②のDVDには本人出演バージョンのものを収録。
2. Front Line [4:38]
  - 作曲：SKY-HI・YMG

読売テレビ・日本テレビ系ドラマ「ドクターカー」の主題歌。SKY-HIとしては初のドラマ主題歌となった楽曲で、ドラマの主題歌にあたり「闘う歌を作って欲しい。」という要望に応え制作された[4]。
3. クロノグラフ (Instrumental) [5:17]
4. Front Line(Instrumental) [4:38]
5. クロノグラフ(Acappella) [4:22]
6. Front Line(Acappella) [3:37]

### CD+DVD①
CD
1. クロノグラフ
2. Front Line
3. クロノグラフ (Instrumental)
4. Front Line(Instrumental)
5. クロノグラフ(Acappella)
6. Front Line(Acappella)

DVD
1. LIVEメイキング(SKY-HI HALL TOUR 2016)

### CD+DVD②
CD
1. クロノグラフ
2. Front Line
3. クロノグラフ (Instrumental)
4. Front Line(Instrumental)
5. クロノグラフ(Acappella)
6. Front Line(Acappella)

DVD
1. クロノグラフ(music Video)
2. クロノグラフ(music Video making)